# Uroporfirinogênio III
Uroporfirinogênio III é um tetrapirrol, o primeiro intermediário macrocíclico na biossíntese das porfirinas, heme, clorofila, vitamina B12, e sirohemo. Apresenta-se como um composto incolor como outros porfirinogênios. No citoplasma, é produzido a partir de hidroximetilbilano pela enzima uroporfirinogênio III sintase e é convertido em coproporfirinogênio III pela uroporfirinogênio III descarboxilase.

## Contexto biossintético

### Biossíntese
Seu precursor biossintético é o tetrapirrol linear hidroximetilbilano, o qual é convertido a uroporfirinogênio III pela ação de  uroporfirinogênio III sintase. Se, no entanto,  uroporfirinogênio III sintase não está presente, o hidroximetilbilano irá exppontaneamente ciclisar em uroporfirinogênio I. A diferença entre o uroporfirinogênio I e III é o arranjo dos quatro ácido propiônicos (grupos "P") e os quatro grupos ácido acéticos (grupos "A"). Uroporfirinogênio I apresenta-se em uma simetria AP-AP-AP-AP, enquanto que no uroporfirinogênio III um grupo AP é revertido e consequentemente apresenta um arranjo AP-AP-AP-PA.